# ディスクメディア
ディスクメディア（英: disk media, disc media）とは、円盤状の情報媒体（メディア）のこと。単にディスクとも言われる。
「ディスク」の部分は英字では disk と disc の両方の綴りがある（詳細は後述）。
ディスクドライブによりディスクメディア内に収められた各種データを読み込んだり、あるいはディスクメディアにデータを書き込むことが可能となる。

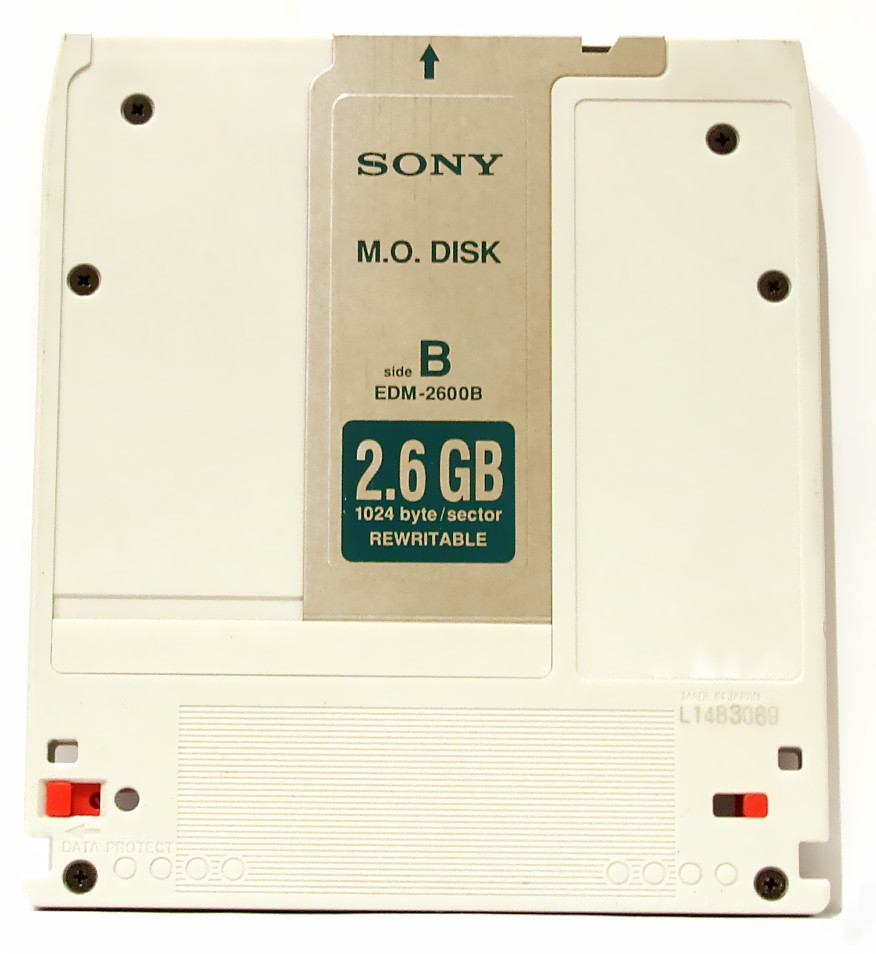

## 分類
ディスクメディアの分類としては、大きいものでは
- 記録方式
- 形状（ディスケットに収められているか、剥き出しか）
- 用途（音楽用、映像用、その他データ用）
- 規格の性質（国際規格、メーカー規格、特定ハード専用、など）

などがある。

### 記録方式
記録方式の差異では、
- 磁気でデータの読み書きをする磁気ディスク
- レーザー光でデータを読み書きする光ディスク

が主要な2グループである。中間的な光磁気ディスクや、他の方法を使うディスクもある。

### 形状
形状の差異としては、
- CDのように基本的にむき出しになるもの
- 3.5インチフロッピーディスクのようにディスケット（カバー）内に入っていて、使用時にはスリットから読み書きするもの
- VHDのようにディスケットに入っていて、使用時にはディスク本体だけがプレイヤに取り込まれるもの
- ハードディスクのように、読み書き装置も一緒にケースに入っているもの

に分けられる。

### 直径
ディスクメディアは規格ごとに直径が定まっている。CD以降は、光ディスクプレーヤーはマルチプレイヤーが一般的になったため、後継メディアもCDに合わせることが多くなった。
ディスクの直径はしばしばインチで表されるが、インチでの値はおおよそのことがある。
| ミリ | インチ  | 例                 |
| ---- | ------- | ------------------ |
| 300  | 12      | レコード、LD、VHD  |
| 250  | 10      | レコード           |
| 200  | 08      | FD、HD             |
| 180  | 07      | EPレコード         |
| 130  | 05(.25) | FD、HD             |
| 120  | 05      | CD、DVD、BD 他多数 |
| 090  | 03.5    | FD、HD、MO         |
| 080  | 03      | CDシングル         |
| 065  | 02.5    | HD、MD             |
| 048  | 01.8(9) | HD                 |

- インチ数の ( ) に入れた部分は、省略されることもある（5.25インチを5インチ、等）

## 種類・規格

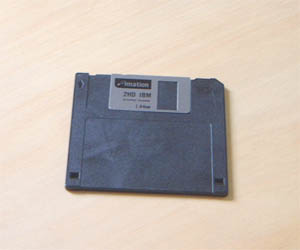
3.5型フロッピーディスク

CD-ROM

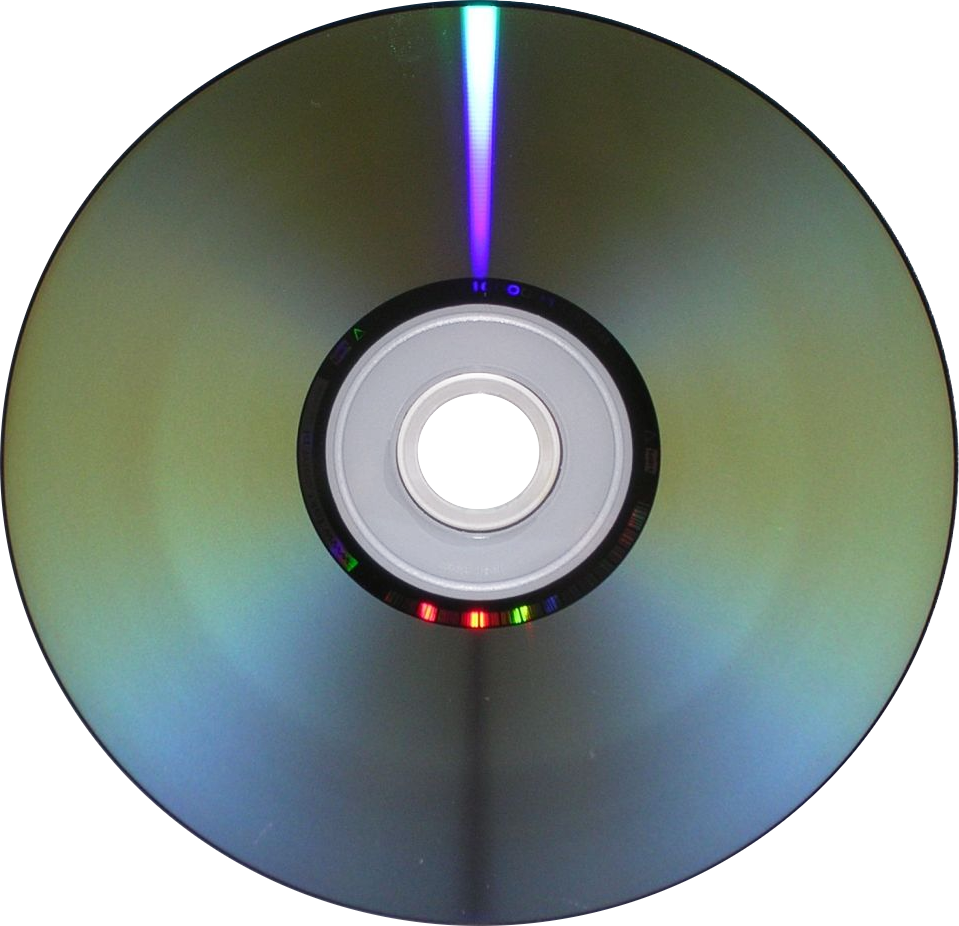
DVD-R

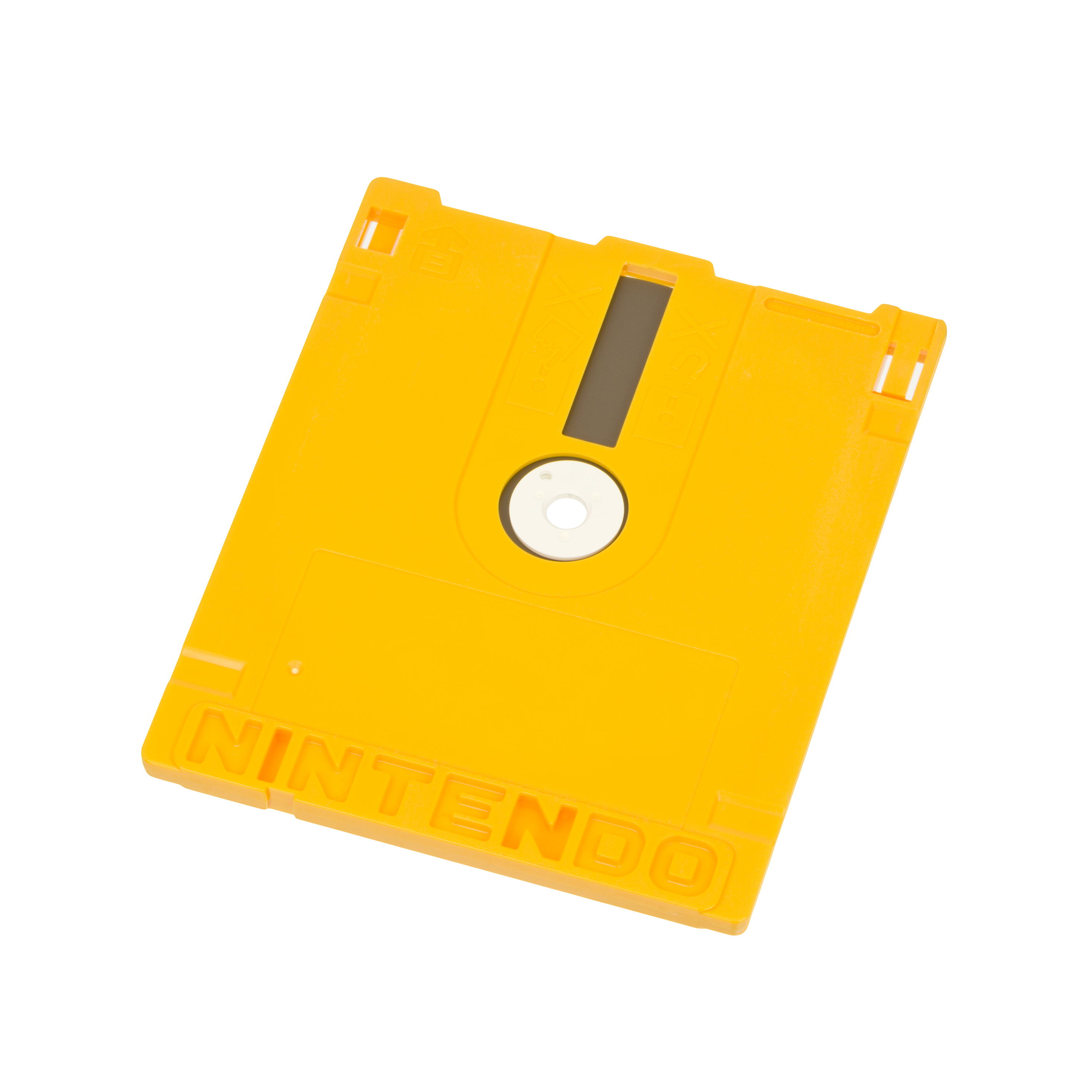
ファミコンディスクシステム用の
ディスクカード

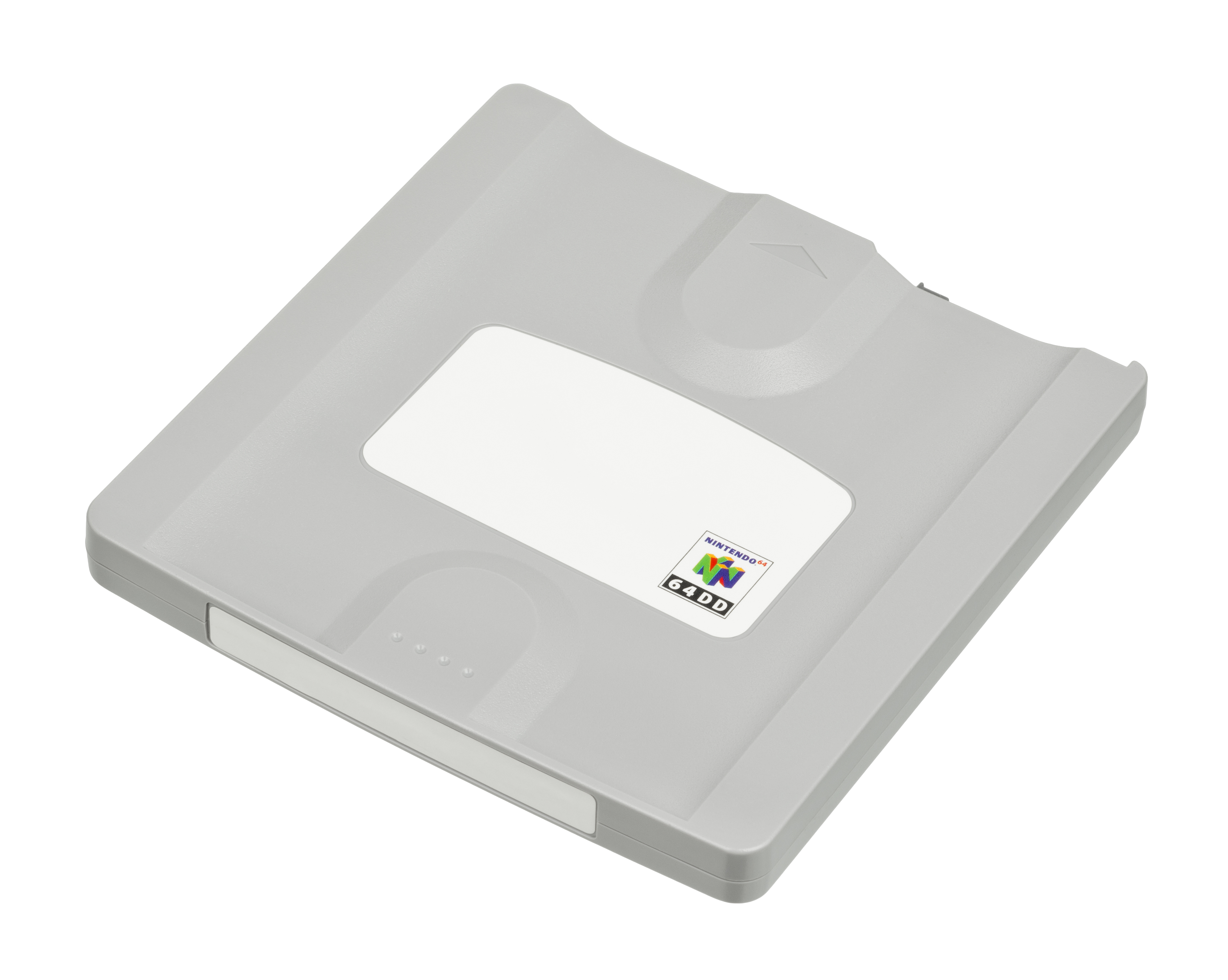
64DDディスク

種類・規格名後ろの括弧内は、その略称である。

### 磁気ディスク
- フロッピーディスク(FD) - サイズ：11インチ・8インチ・5インチ・3.5インチ
- スーパーディスク
- クイックディスク (QD)
- ファミリーコンピュータ ディスクシステムのディスクカード - クイックディスクの規格を元にして作られた。
- ハードディスク (HD) - プラッタのサイズ：3.5インチ・2.5インチ 等（詳細）
- REV
- ORB
- Jaz
- iVDR
- EZ135・EzFlyer
- キティホーク
- モバイルディスク
- マイクロドライブ
- ZIP
- ベルヌーイディスク
- 64DDディスク - NINTENDO 64用の磁気ディスク。

### 光ディスク
- レーザーディスク (LD)・LD-ROM
- コンパクトディスク (CD) - サイズ：8cm・12cm
- CD-DA・CD-ROM・CD-ROM XA・CD-i・CD-R・CD-RW・Video CD・CD EXTRA・電子ブック
- コピーコントロールCD (CCCD) - 通称であり、規格名ではない。
- スーパーオーディオCD (SACD)
- GD-ROM
- デジタルバーサタイルディスク (DVD)
- DVD-R・DVD-RW・DVD-RAM
- DVD+R・DVD+RW - DVDフォーラムの規格外仕様。
- MVDISC - NECの独自規格
- HD DVD
- ブルーレイディスク (BD)
- ホログラフィックバーサタイルディスク (HVD)
- Phase-change Dual (PD)
- ユニバーサルメディアディスク (UMD) - PlayStation Portableにしか採用されていない特殊な光ディスク規格。

### 光磁気ディスク
- MOディスク
- ミニディスク (MD) - 再生専用のディスクはCDと同様の構造を持つ光ディスク。

### 静電容量ディスク
- VHD・AHD

### グルーヴディスク
この場合のグルーヴ（グルーブ、groove）は溝のことである。
- SPレコード
- EPレコード
- LPレコード

## disk と disc の違い
「ディスク」の英字表記には disk と disc の2つの綴りがある。一般的に disk はアメリカ英語、 disc はイギリス英語での表記である。ただし、コンピューター用語としてはイギリスでも disk と表記することがある。
ディスクメディアの規格名は「〜ディスク」とするものが多いが、英字表記において上記のどちらか一方を正式名称あるいは商標登録しているものもあり、たとえばコンパクトディスク（Compact Disc / CD）は disc の表記が正しい。
なお、以下のようにdisk と disc の違いや使い分けについて上記以外の理由が提唱されているものもある。
- Appleは、「光ディスクが "disc"、磁気ディスクが "disk" である」としている[3]。
- 民生用として広く使われたレーザーディスクや、さらに多数の派生形式のあったコンパクトディスクで商標として "disc" の綴りが使われたので、現在たまたまそのようなものが多いというだけであり、たとえば光磁気方式のディスクを、Sonyが、MOはdisk・ミニディスクはdisc、としていたり、光ディスクでIBM 3363について「optical disk」という表現が見られたりするように、明確な使い分けは存在しない。[独自研究?]